# Anthracosauria
De Anthracosauria zijn een clade (orde) van uitgestorven amfibieën die leefden van het Carboon tot het Midden-Perm, hoewel welke soorten er precies onder vallen afhangt van de definitie van het taxon. 'Anthracosauria' wordt soms gebruikt om te verwijzen naar alle tetrapoda die nauwer verwant zijn aan amnioten zoals reptielen, zoogdieren en vogels, dan aan lissampfibieën zoals kikkers en salamanders. Een gelijkwaardige term aan deze definitie zou Reptiliomorpha zijn. Anthracosauria wordt ook gebruikt om te verwijzen naar een kleinere groep van grote, krokodilachtige aquatische tetrapoden die ook bekend staan als embolomeren.

## Beschrijving
De Anthracosauria (steenkoolhagedissen) waren robuuste amfibische Tetrapoda met een aantal reptielachtige kenmerken. Tot deze groep behoren ook kleine, hagedisachtige dieren. Deze groep amfibieën was in de minderheid, qua aantal en vormenrijkdom, ten opzichte van de Temnospondyli, maar in hun gelederen bevonden zich wel de voorouders van de reptielen. Ze konden tot twee meter lang worden.

## Kenmerken
Ze hadden slanke poten met elk vijf tenen, de staart was gevormd in de aanpassing aan hun manier van leven als een roerstaart. De schedel was enorm met een sterk gebit, maar had een zwakke zone tussen het schedeldak en de wang, die mogelijk een beweging van de kop mogelijk maakte tijdens het vangen van een prooi. Schedeldak en hersenpan waren verbonden.

## Leefwijze
Ze kwamen voor in moerasgebieden. Hun voedsel bestond voornamelijk uit vis.

## Diverse definities
Zoals oorspronkelijk gedefinieerd door Säve-Söderbergh in 1934, zijn de antracosauriërs een groep van meestal grote aquatische amfibieën uit het Carboon en het Vroeg-Perm. Volgens de definitie van Alfred Sherwood Romer omvatten de antracosauriërs echter alle niet-amniote labyrinthodonte reptielachtige amfibieën, en komt de definitie van Säve-Söderbergh meer overeen met de onderorde Embolomeri van Romer. Deze definitie werd ook gebruikt door Edwin H. Colbert en Robert L. Carroll in hun leerboeken over paleontologie van vertebraten (Colbert 1969, Carroll 1988). Dr. A.L. Panchen gaf echter de voorkeur aan Säve-Söderberghs oorspronkelijke definitie van Anthracosauria in zijn Handbuch der Paläoherpetologie uit 1970.
In de cladistiek zijn de dingen weer veranderd. Gauthier, Kluge en Rowe (1988) definieerden Anthracosauria als een clade inclusief Amniota plus alle andere tetrapoda die nauwer verwant zijn aan amnioten dan aan amfibieën (Amphibia werd op zijn beurt door deze auteurs gedefinieerd als een clade inclusief Lissamphibia en die tetrapoda die nauwer verwant zijn aan Lissamphibia dan aan amnioten). Evenzo gebruikt Michel Laurin (1996) de term in cladistische zin om alleen te verwijzen naar de meest geavanceerde reptielachtige amfibieën. Zijn definitie omvat dus Diadectomorpha, Solenodonsauridae en de amnioten. Zoals Ruta, Coates en Quicke (2003) opmerkten, is deze definitie problematisch omdat, afhankelijk van de exacte fylogenetische positie van Lissamphibia binnen Tetrapoda, het gebruik ervan zou kunnen leiden tot de situatie dat sommige taxa die traditioneel geclassificeerd zijn als anthracosauriërs, waaronder zelfs het geslacht Anthracosaurus zelf, niet tot Anthracosauria zouden behoren. Laurin (2001) creëerde een andere fylogenetische definitie van Anthracosauria en definieerde het als de grootste clade die Anthracosaurus russelli maar niet Ascaphus truei omvat. Michael Benton (2000, 2004) maakt van de anthracosauriërs echter een parafyletische orde binnen de superorde Reptiliomorpha, samen met de orden Seymouriamorpha en Diadectomorpha, waardoor de anthracosauriërs de 'lagere' reptielachtige amfibieën zouden zijn. In zijn definitie omvat de groep de Embolomeri, Chroniosuchia en mogelijk de familie Gephyrostegidae.

## Vondsten
Fossielen werden gevonden in Europa en Noord-Amerika.